# Оксид молибдена(III)
Оксид молибдена(III) — неорганическое соединение, оксид металла молибдена с формулой Mo2O3,
чёрные кристаллы,
не растворимые в воде.

## Получение
- Разложение гидроксида молибдена(III) при нагревании:

{\displaystyle {\mathsf {2Mo(OH)_{3}\ {\xrightarrow {T}}\ Mo_{2}O_{3}+3H_{2}O}}}
- Восстановление калием оксида молибдена(VI), растворенного в жидком аммиаке:

{\displaystyle {\mathsf {2MoO_{3}+6K\ {\xrightarrow {}}\ Mo_{2}O_{3}+3K_{2}O}}}
- Осторожное восстановление оксида молибдена(VI) водородом:

{\displaystyle {\mathsf {2MoO_{3}+3H_{2}\ {\xrightarrow {}}\ Mo_{2}O_{3}+3H_{2}O}}}

## Физические свойства
Оксид молибдена(III) образует чёрные кристаллы.
Не растворяется в воде.